# 三条実教
三条 実教（さんじょう さねのり）は、戦国時代の公家。内大臣・正親町三条公兄の子。官位は従四位上・左近衛中将。

## 経歴
三条家分家の正親町三条家当主、正親町三条公兄の子として誕生した。母は加賀介藤原某（富樫氏と言われる）の娘。
天文20年（1551年）、先代の当主・三条公頼が庇護を受けていた大内義隆と共に殺された後（大寧寺の変）、実子のなかった公頼の養子という形をとって13歳で跡を継いだ。官位は従四位上・左近衛中将に至ったが、16歳で早世した。
実教の死後、三条家はいったん断絶し、永禄12年（1569年）に至って正親町三条家の分家三条西家の当主・実枝の子である実綱が再興した。
三条家の当主は、実行→公教→実房→公房→…と「公」と「実」の通字を1代ごとに交互に付けていく慣行であり、実教の次の当主が実綱を名乗ったことは、実教が三条家の歴代当主から抹殺されたことを意味する。なぜそのような措置がとられたのか、理由は不明である。
なお、江戸時代に入って、花園家を創始した花園公久と、小倉家を再興した小倉公根は、表向きは公兄の孫・実教の子ということになっているが、いずれも実教の死後20年以上も過ぎた天正年間の誕生であって、実際には実教の子ではない。公久・公根兄弟の実の父親は、正親町三条家の血縁者と推測されるが、何者なのかまったくわかっていない。

## 系譜
- 父：正親町三条公兄（1494年 - 1578年）
- 母：加賀介藤原某の娘
- 養父：三条公頼（1495年 - 1551年）